# Lijst van burgemeesters van Egmond
Dit is een lijst van burgemeesters van de voormalige Nederlandse gemeente Egmond. De gemeente Egmond ontstond op 1 juli 1978 door de fusie van de gemeenten Egmond-Binnen en Egmond aan Zee. Op 1 januari 2001 fuseerden de gemeenten Egmond, Schoorl en Bergen tot de nieuwe gemeente Bergen.
| Ambtsperiode | Naam burgemeester   | Partij of stroming | Bijzonderheden                                                            |
| ------------ | ------------------- | ------------------ | ------------------------------------------------------------------------- |
| 1978         | A.G. Bakker         | KVP / CDA          | was al sinds 1961 burgemeester van zowel Egmond-Binnen als Egmond aan Zee |
| 1979 - 1988  | Jan (J.) Kingma     | PvdA               |                                                                           |
| 1988 - 2001  | Enno (E.J.) Brommet | PvdA               |                                                                           |